# I’m From Barcelona
I’m From Barcelona – szwedzka grupa z Jönköping, przedstawiciel nurtu indie pop.
Wszystko zaczęło się od napisania kilku bardzo radosnych piosenek przez Emanuela Lundgrena, postanowił on zebrać przyjaciół w swoim apartamencie aby uwiecznić je na taśmie. Kilka tygodni później domowe nagrania trafiły do internetu gdzie w zaledwie kilka miesięcy pobrało je ponad 20 000 osób.
Zespół tworzy 29 osób, których liderem jest Emanuel Lundgren. W nagraniach zespołu słychać, że wspólne muzykowanie sprawia im wiele przyjemności. Tematy poruszane przez I’m From Barcelona to zazwyczaj błahostki, śpiewają o kolekcji znaczków, jak i o tym, że kolejny raz już zaspali.

## Członkowie zespołu
- Emanuel Lundgren
- Frida Öhnell
- Cornelia Norgren
- Philip Erixon
- Micke Larsson
- Johan Mårtensson
- Anna Fröderberg
- Johan Aineland
- Martin Lindh
- Erik Ottosson
- Tina Gardestrand
- David Ljung
- Christofer Lorin
- Daniel Lindlöf
- Mattias Johansson
- Tobias Granstrand
- Emma Määttä
- Mathias Alrikson
- Jonas Tjäder
- David Ottosson
- Olof Gardestrand
- Marcus Carlholt
- Julie Witwicki Carlsson
- Rikard Ljung
- Henrik Olofsson
- Jacob Sollenberg
- Fredrik Karp
- Johan Viking

## Dyskografia

### Albumy
- Let Me Introduce My Friends – Dolores Recordings
- Who Killed Harry Houdini?
- 27 Songs From Barcelona

### EP/Single
- Sing!! – 98B
- Don’t Give Up on Your Dreams, Buddy! – Dolores Recordings
- Collection of Stamps CD Single – EMI Sweden
- Britney CD Single – Dolores Recordings/EMI Sweden